# دم خفي في البراز
الدم الخفي في البراز يعني الدم الموجود في البراز والذي لا يمكن رؤيته عيانيا.
فحص الدم الخفي في البراز يعني التحقق من وجود دم خفي (غير مرئي) في البراز.
هناك اختبارات أحدث لكشف وجود الغلوبين، والحمض النووي DNA ، أو مكونات الدم الأخرى مثل الترانسفرين.
في حين اختبار الغواياك للبراز (بالإنجليزية: guaiac)‏ التقليدي للبراز يكشف وجود خضاب الدم في البراز.
(الغواياك: نسبة لاسم الشجرة المستخرج منها الورق المستخدم في الاختبار).

## الهدف
اختبار الدم الخفي في البراز (بالإنجليزية:  fecal occult blood test)‏ (اختصارا: FOBT) وكما يشير اسمه يهدف إلى كشف ضياع الدم غير الملاحظ في الالسبيل المعدي المعوي في أي مكان من الفم حتى القولون.
الاختبار الإيجابي (البراز الإيجابي) يمكن أن ينتج إما من النزف المعدي المعوي العلوي أو السفلي ويستدعي إجراء استقصاءات أوسع من أجل القرحات المعدية أو الخباثات كسرطان القولون والمستقيم أو سرطان المعدة.
ولا يكشف هذا الاختبار سرطان القولون بشكل مباشر ولكنه غالبا مايستخدم ضمن استقصاءات سريرية لهذا المرض
ولكن يمكن استخدامه أيضا للبحث عن ضياع الدم الخفي الفعال في فقر الدم  أو عند وجود أعراض في السبيل المعدي المعوي.

## الاصطلاح
تم في عام 2007 توضيح اصطلاح النزف الخفي والنزف القاتم الجلي.
إن الطرق المختلفة لكشف الدم الخفي في البراز اعتبرت بشكل واسع في الحقيقة ككشف لمكونات محددة من الدم أو للواسمات الخلوية المعبرة بشكل شاذ عن المخاطية المعوية.

## المنهجيات
هناك أربع طرق في الاستخدام السريري من أجل فحص الدم الخفي في البراز وهي تبحث في خصائص مختلفة مثل الأضداد، الهيم، الغلوبين، أو البورفيرين في الدم
أو تبحث في الدنا من المادة النووية مثل افات الغشاء المخاطي المعوي.
- فحص البراز المناعي الكيميائي (FIT) واختبار الدم الخفي المناعي الكيميائي في البراز (iFOBT):

إن منتجات (FIT) مثل اختبار هيموشور (iFOB) تستخدم أضدادا نوعية لكشف الغلوبين.
يعتبر فحص (FIT) أكثر فعالية بدوره بالمحصلة الصحية وأعلى كلفة مقارنة باختبار الغواياك للبراز (FOBT).
وحسب تعليمات الجامعة الأمريكية لعلم المعدة والأمعاء فإن فحص البراز المناعي الكيميائي السنوي هو الفحص المفضل لكشف سرطان القولون والمستقيم.
اختبارات (FIT) متفوقة بشكل واضح على الاختبار التقليدي ضعيف الحساسية (g FOBT) لتقصي سرطان القولون والمستقيم.
وقد تم استبدال معظم اختبارات (gFOBT) بالاختبار (FIT) كخيار لتقصي سرطان القولون.
ويمكن تكييف هذه المنهجية للقراءة الآلية للاختبار ولإعداد تقارير النتائج الرقمية وهي عوامل فعالة في إعداد إستراتيجية تقصي واسعة النطاق.
إن عدد نماذج البراز المقدمة لاختبار (FIT) يمكن أن تؤثر على الحساسية السريرية والنوعية لهذه المنهجية.
اختبارات (gFOBT) عالية الحساسية مثل (Hemoccult SENSA) تبقى خيارا مقبولا ويمكن اعتبارها كقاعدة لمراقبة الحالات المعدية المعوية كالتهاب القولون التقرحي  مع أن اختبار (FIT) هو الاختبار المفضل بشكل واضح في التعليمات الحالية.
- اختبار الغواياك للبراز

اختبار الغواياك لفحص الدم الخفي في البراز (gFOBT)
يتضمن تلطيخ شيء من البراز على ورقة ممتصة تمت معالجتها بمادة كيميائية. ثم يتم صب فوق أكسيد الهيدروجين على الورقة؛ إذا كانت توجد كميات زهيدة من الدم فإن الورقة سوف يتغير لونها خلال ثانية أو ثانيتين. تعمل هذه الطريقة على أساس أن مكون الهيم الموجود في الهيموغلوبين يمتلك تأثيراً مشابهاً لفوق الأوكسيد، مما يؤدي إلى تحطيم فوق أكسيد الهيدروجين بسرعة. وفي بعض الحالات مثل النزيف المعدي أو الأمعاء الدقيقة العليا قد تكون طريقة الغوياك أكثر حساسية من الاختبارات التي تقوم بتحديد وجود الغلوبين كون الغلوبين يتحطم في الأمعاء الدقيقة العليا بشكل أكبر بكثير من تحطم الهيم. يوجد العديد من اختبارات gFOBT المتوافرة تجارياً والتي يمكن تصنيفها على أنها منخفضة أو مرتفعة الحساسية.وحدها الاختبارات مرتفعة الحساسية تبقى بديلاً مقبولاً عن اختبارات FIT والتي هي الآن الاقتراح الأكثر عملية في مسح سرطان القولون. يعتمد الأداء السريري المثالي لاختبار الغواياك على الضبط التحضيري للحمية الغذائية.
- القياس الكمي لبورفيرين البراز:- HemoQuant

إن طريقة التقدير الكمي للبورفيرين على عكس الـ gFOBT وFIT تسمح بتقدير دقيق للهيموغلوبين وهي مصادق على صحتها تحليلياً في العصارة المعدية والبول وكذلك في عينات البراز.
يتحول الجزء الهيمي من الهيموغلوبين السليم كيميائياً بواسطة حمض الحماض وحماضات الحديدي أو كبريتات الحديدي إلى البروتوبورفيرين، ويتم عد محتوى البورفيرين في كل من العينة الأصلية والعينة بعد تحويل الهيموغلوبين إلى البورفيرين وذلك عن طريق مقارنة التألق مقابل مقياس معياري؛ تتم زيادة النوعية للهيموغلوبين عن طريق طرح تألق ناصع (blank) بسيط محضر بواسطة حمض الليمون، وذلك من أجل تصحيح التأثير المحتمل المربك لوجود مواد غير نوعية. لقد كان قياس الكمي الدقيق مفيداً جداً في العديد من تطبيقات الأبحاث السريرية.
- اختبار الدنا في البراز : – The PreGen-Plus:[16]

يتم عزل الدنا البشري من عينة البراز وفحصها لتحري التعديلات المرتبطة بالسرطان يتم فحص 23 تعديل في دنا الفرد متضمنا التعديلات في نقطة محددة في جينات APC وكيراس وبي53 .
كما يتم فحص جين (مورثة) BAT26 وهو جين يتدخل في عدم ثباتية الساتِلَة المكروية (بالإنجليزية: microsatellite instability)‏ (MSI). كما تتم مقايسة الدنا الكامل (DIA).
وهناك طرق أخرى تم اكتشافها للبحث عن الدم الخفي في البراز متضمنة غَميسَة الترانسفرين (transferrin dipstick)  وخلوية (سيتولوجيا) البراز (stool cytology).

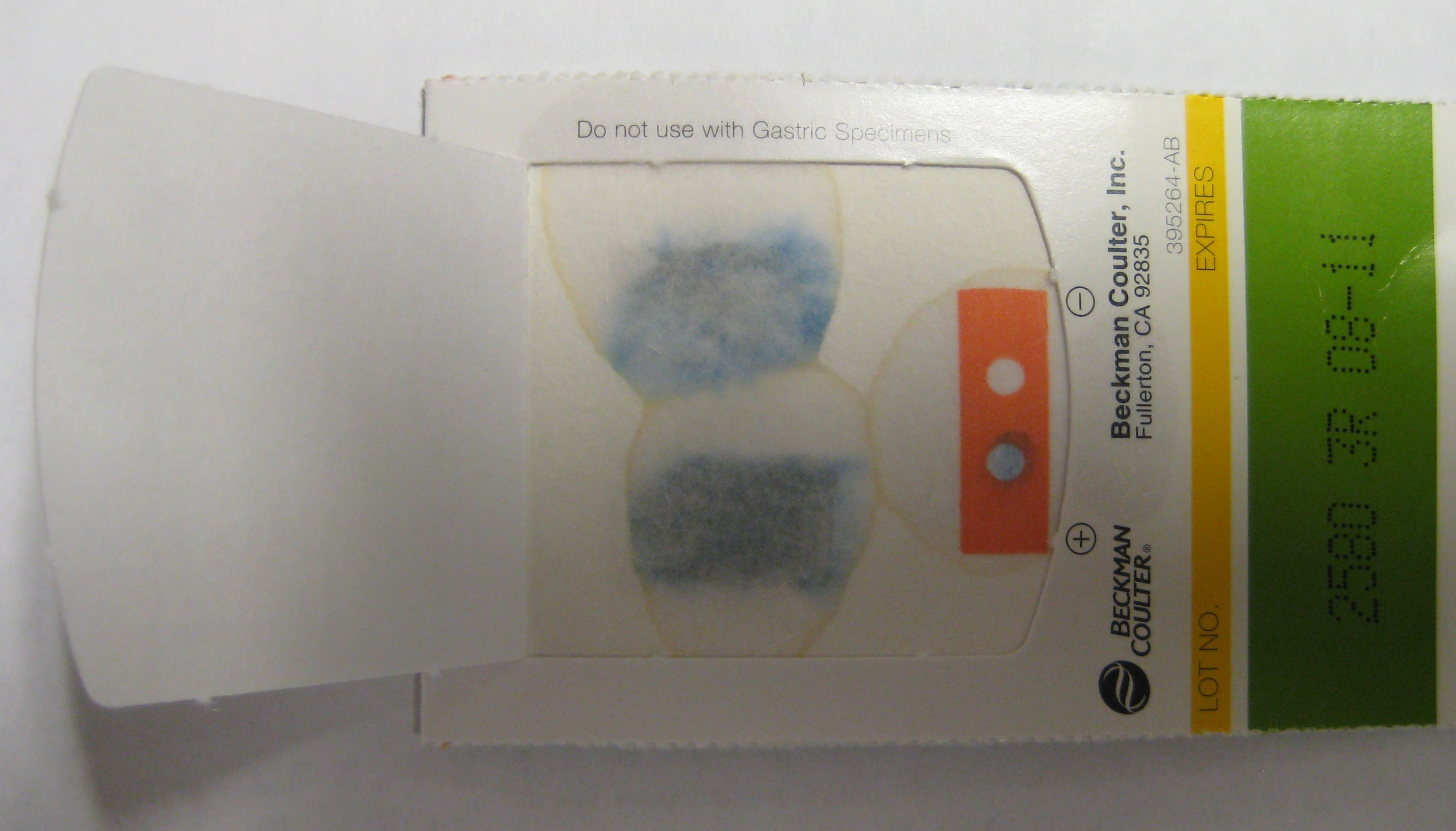
نتيجة إيجابية لاختبار الغواياك التقليدي لتحري الدم الخفي في البراز

## أدائية الاختبار

### المعايير المرجعية
يعتمد تقدير وصف أداء الاختبار على المقارنة بين طرق مرجعية متضمنة دراسات الكروميوم 51، ودراسات تحليل الشفاء في مخطط عينات البراز وتحليل الشفاء بعد ابتلاع الدم ودراسات نادرة لادخال حذر لكميات محددة من الدم في جراحة الامعاء، إضافة إلى مقاربات بحثية أخرى، بالإضافة إلى ان الدراسات السريرية تنظر إلى عوامل أخرى اضافية.

### فقد الدم الهضمي في الحالة الصحية
عند الناس الأصحاء يهرب 0.5-0.15 مل من الدم من الأوعية الدموية إلى البراز يومياً. يمكن فقدان كميات ملحوظة من الدم بدون إنتاج دم ملحوظ في البراز وتقدر بحوالي 200 مل في المعدة  و 100 مل في العفج وكميات أقل في الجزء السفلي من الأمعاء. إن اختبارات الدم الخفي تعرف فقدان دم أقل من ذلك.

### الحساسية والنوعية السريريتان
يلتقط الاختبار الكيميائي المناعي للبراز (FIT) كميات تبدأ من 0.3 مل من الدم في البراز؛ وعلى الرغم من ذلك فإن هذه العتبة للاختبار لا تسبب إيجابيات كاذبة غير مرغوبة ناتجة عن تسرب الدم الطبيعي في الجزء العلوي من الأمعاء، لأنها لا تقوم بتحديد الدم الخفي من المعدة والجزء العلوي من الأمعاء الدقيقة. ولذلك فإن اختبار FIT  أكثر نوعية للنزف من القولون أو الجزء السفلي من القناة الهضمية مما هو عليه الحال في الطرق البديلة. تتناقص سرعة التحديد لهذا الاختبار إذا تأخر الوقت من جمع العينة حتى المعالجة في المختبر.
تختلف حساسية اختبار الغواياك للبراز لتحري الدم الخفي فيه (gFOBT) اعتماداً على موقع النزيف. يمكن لـgFOBT معتدل الحساسية أن يلتقط فقد الدم اليومي بحوالي 10 مل (ملعقتي شاي تقريباً)، كما يمكن لاختبار gFOBT أن يلتقط كميات أقل حيث يتطلب 2 مل على الأقل لكي يكون إيجابياً. لقد تم تسجيل حساسية اختبار الغواياك المفرد في التقاط النزف بأنها 10-30%، لكن إذا تم إجراء ثلاثة اختبارات قياسية كما هو مقترح فإن الحساسية ترتفع إلى 92%. إن انخفاض مطاوعة المريض لجمع ثلاث عينات يعيق فعالية هذا الاختبار. يوجد المزيد من النقاش حول قضايا الحساسية والنوعية المتعلقة بشكل خاص بطريقة الغواياك في مقالة اختبار الغواياك للبراز.
يمكن أن يكون عد البورفيرين في البراز بطريقة ال HemoQuant إيجابياً كاذباً بسبب الدم والبورفيرينات المختلفة خارجية المنشأ. HemoQuant هو الاختبار الأكثر حساسية للنزف الهضمي العلوي، وبالتالي يكون أكثر ملاءمة كاختبار للدم الخفي في البراز للاستخدام في تقييم عوز الحديد. ينصح بالتوقف عن تناول اللحم الأحمر والأسبرين مدة ثلاثة أيام قبل جمع العينة. يمكن أن تظهر الإيجابية الكاذبة في الميوغلوبين أو الكاتالاز أو البروتوهيم  وفي حالات محددة من البورفيريات.

## الاستعمالات الطبية
يمكن إنجاز اختبار غواياك لتحري الدم الخفي في البراز في البيت أو عيادة الطبيب، أو عبر إحضار عينات إلى المختبر السريري. أدوات الاختبار متاحة في الصيدليات في بعض البلدان بلا وصفة طبية، أو قد يصرف مقدم الرعاية الصحية أداة الاختبار للاستعمال في المنزل. إذا كشف الاختبار المنزلي عن وجود الدم الخفي في البراز، يُنصح برؤية مقدم الرعاية الصحية لاتخاذ اختبارات إضافية.